# Gare de Limours
Ne doit pas être confondu avec Gare de Limours-État.
La gare de Limours ou gare de Limours-PO était une gare ferroviaire française située sur le territoire de la commune de Limours, dans le département de l'Essonne en région Île-de-France.
Ella a constitué jusqu'à sa fermeture, en 1939, le terminus méridional de la ligne de Sceaux.

## Situation ferroviaire
Établie à 156 mètres d'altitude, la gare terminus de Limours-PO était située au point kilométrique (PK) 37,8 de la ligne de Sceaux, après l'ancienne halte de Boullay-lès-Troux.
Le tronçon terminal à voie unique qui débute au PK 29,4 après la gare de Saint-Rémy-lès-Chevreuse est déclassé et transformé en voie verte. 
La gare est située à proximité de l'ancienne gare de Limours-État située sur la ligne de Paris à Chartres par Gallardon, sans qu'une connexion physique ait jamais existé entre les deux lignes. 

## Histoire
Après le rachat de la ligne de Sceaux en 1857, la Compagnie du chemin de fer de Paris à Orléans (PO) prolonge la ligne par un tronçon à voie unique de Saint-Rémy-lès-Chevreuse à Limours, nouveau terminus. Le prolongement et la nouvelle gare sont inaugurés le 26 août 1867. Elle est ouverte au trafic des marchandises en 1871.
En mai 1891, la voie large du système Arnoux est mis à l'écartement standard de 1 435 mm.
La ligne de Sceaux est électrifiée jusqu'à Saint-Rémy-lès-Chevreuse le 1er janvier 1939. La Compagnie du chemin de fer métropolitain de Paris (CMP) récupère l'exploitation au nord de Massy - Palaiseau tandis que la section entre Massy - Palaiseau et Limours est remise à la SNCF nouvellement créée. Sur le tronçon terminal à voie unique, qui n'a pas été électrifié, la SNCF met en service un autorail Renault VH qui effectue la navette entre les gares de Saint-Rémy-lès-Chevreuse et Limours. Peu rentable, le tronçon est fermé dès le 1er juillet 1939 et la desserte de Limours est remplacée par un service routier.
Les rails sont déposés par l'occupant allemand dans les années 1940.

## Après le chemin de fer
Depuis, le bâtiment voyageurs est occupé par les services techniques de la commune. Une remise pour les locomotives a été réaménagée par une entreprise privée et le château d'eau a été transformé en bureau.